# Luxúria

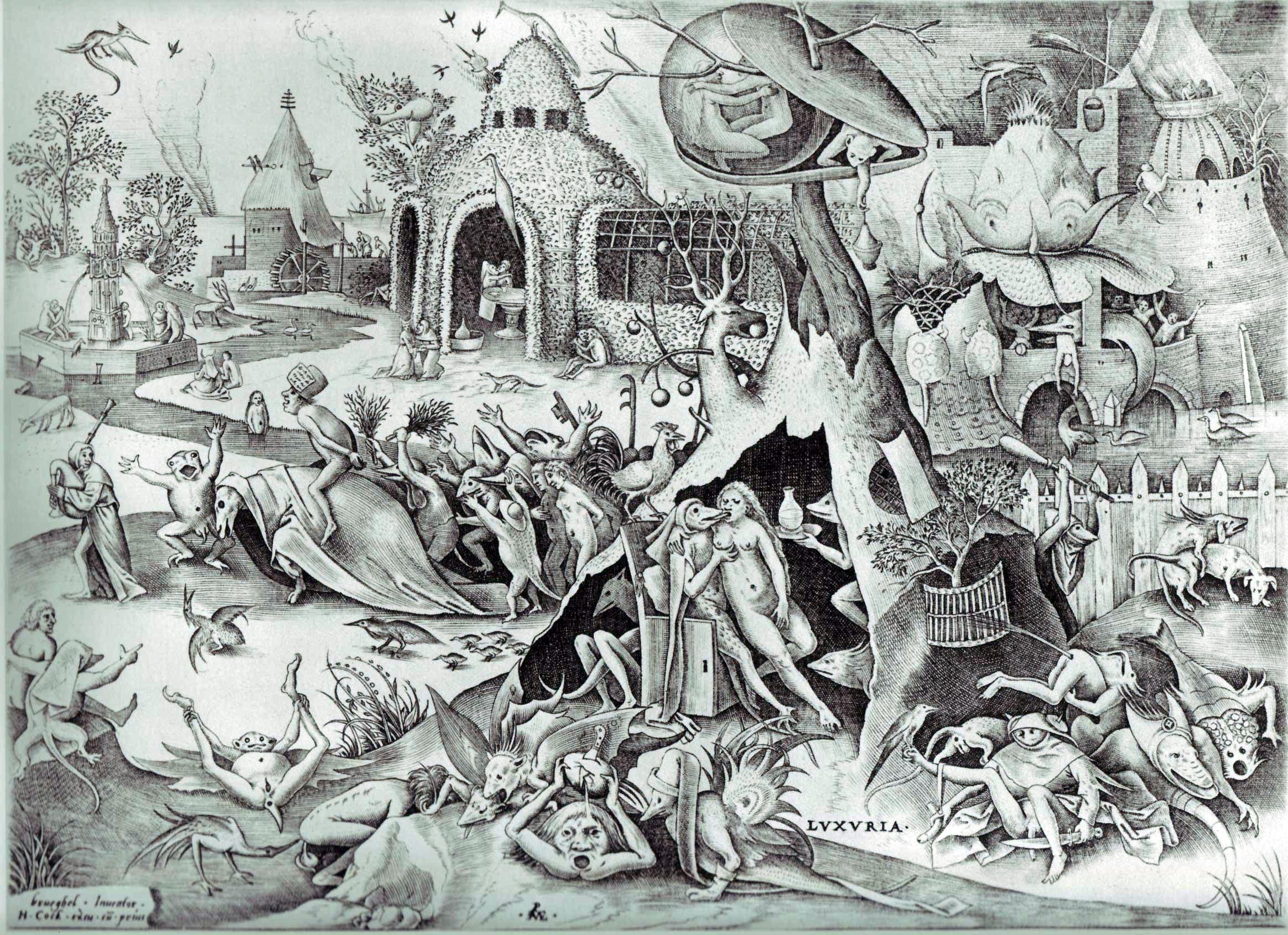
Luxúria representada por Pieter Bruegel, o Velho

Luxúria é um desejo intenso por algo. A luxúria pode assumir qualquer forma, como a luxúria pela sexualidade (ver libido), pelo dinheiro, ou pelo poder. Pode manifestar-se de forma tão comum quanto a luxúria por comida, distinta da necessidade de se alimentar, ou a luxúria por um aroma, quando se deseja intensamente um cheiro que evoca memórias. É semelhante, mas diferente, da paixão, na medida em que a paixão ordenada impulsiona os indivíduos a alcançar objetivos benevolentes, enquanto a luxúria não o faz.

## Na religião
As religiões tendem a diferenciar paixão de luxúria, classificando esta última como um desejo imoral e a paixão como moralmente aceitável.
A luxúria é considerada imoral porque o objeto ou ação de afeto está ordenado de forma inadequada segundo a lei natural e/ou porque o apetite pelo objeto (por exemplo, o desejo sexual) passa a governar a vontade e o intelecto da pessoa, em vez de estes governarem o apetite.
Enquanto a paixão, independentemente de sua intensidade, é entendida como um dom divino e moral – pois seus propósitos, ações e intenções são benevolentes e direcionados à criação, sendo regidos pelo intelecto e pela vontade –, a definição exata do que é moralmente ordenado depende da religião. Por exemplo, religiões baseadas no panteísmo e no teísmo divergem quanto ao que é considerado moral, conforme a natureza do "Deus" adorado.

### Religiões abraâmicas

#### Judaísmo
No judaísmo, todas as inclinações malignas e as luxúrias da carne são caracterizadas pelo Yetzer hara (hebraico, יצר הרע, a inclinação má). O Yetzer hara não é uma força demoníaca; trata-se do uso inadequado, pelo homem, das coisas de que o corpo necessita para sobreviver, frequentemente contrastado com o yetzer hatov (hebraico, יצר הטוב, o desejo positivo).
O Yetzer Hara é frequentemente identificado com Satanás e com o anjo da morte, havendo, por vezes, tendência a atribuir-lhe personalidade e atividade própria. Assim como Satanás, o yetzer desvia o homem neste mundo e testemunha contra ele no vindouro; todavia, é distinto de Satanás e, em outras ocasiões, equipara-se diretamente ao pecado. A Torá é considerada o grande antídoto contra essa força. Contudo, como tudo o que Deus criou, o yetzer hara pode ser redirecionado para o bem – sem ele, o homem jamais se casaria, geraria filhos, construiria uma casa ou se dedicaria a um ofício.

#### Cristianismo

##### Novo Testamento
Em muitas traduções do Novo Testamento, a palavra "luxúria" traduz o termo grego koiné ἐπιθυμέω (epithūméō), especialmente em Mateus 5:27-28:
Ouviste que foi dito: Não adulterarás. Eu, porém, vos digo que qualquer que olhar para uma mulher com intenção de luxúria (ἐπιθυμέω) já cometeu adultério com ela no coração.
Em países de língua inglesa, o termo "luxúria" é frequentemente associado ao desejo sexual, provavelmente por causa deste versículo. Entretanto, assim como o termo originalmente significava desejo de forma geral, o grego ἐπιθυμέω também o era. O léxico LSJ sugere as acepções "fixar o coração em algo, ansiar, cobiçar, desejar" para ἐπιθυμέω, usado em versículos sem conotação sexual. Na Septuaginta, ἐπιθυμέω é empregado no mandamento de não cobiçar:
Não cobiçarás a mulher do teu próximo; não cobiçarás a casa do teu próximo, nem o seu campo, nem o seu servo, nem a sua serva, nem o seu boi, nem o seu jumento, nem coisa alguma que pertença ao teu próximo.— Êxodo 20:17, Nova Tradução para a Septuaginta
Embora cobiçar a mulher do próximo possa envolver desejo sexual, é improvável que cobiçar a casa ou o campo seja de natureza sexual. Na maioria dos usos do Novo Testamento, a mesma palavra grega, ἐπιθυμέω, não possui conotação sexual clara. Por exemplo, na Tradução Brasileira da Bíblia a palavra é empregada sem referência ao sexo:
| 1 Coríntios 5:1 | "Porque não cobicei a prata, nem o ouro, nem o vestido de nenhum homem; e bem sabeis que estas mãos serviram para as minhas necessidades e para as de meus companheiros." |
| Apocalipse 18:3 | "E clamou um anjo poderoso, dizendo: Caiu, caiu Babilônia, a grande cidade; pois se tornou morada dos demônios, da imundícia e da abominação." |
| Apocalipse 18:7 | "E os mercadores da terra lamentarão e chorarão por ela, porque jamais se achará quem compre as suas mercadorias." |
| Apocalipse 18:9 | "E os reis da terra, que adulteraram com ela, chorarão e se lamentarão por ela, quando virem o fumo do seu fogo e se verão parados à distância." |
| Mateus 13:17    | "Pois, em verdade, vos digo que muitos profetas e homens justos desejaram ver o que vedes, e não o viram; e ouvir o que ouvis, e não o ouviram." |
| Lucas 22:15-16  | "E disse-lhes: Tenho desejado com fervor comer convosco esta Páscoa, antes de padecer; pois vos digo que não a comerei, até que se cumpra no reino de Deus." |
| Atos 20:33      | "Porque não cobicei a prata, nem o ouro, nem o vestido de nenhum homem; e bem sabeis que estas mãos serviram para as minhas necessidades e para as de meus companheiros." |
| Lucas 15:14-16  | "E, tendo ele tudo perdido, veio sobre ele uma grande fome naquele país, e começou a padecer necessidade; e foi e se juntou a um dos habitantes daquele país, e o mandou aos seus campos para alimentar os porcos; e desejava encher o seu ventre com as cascas que os porcos comiam; e ninguém lhe dava nada." |

###### Antigo Testamento
| Jeremias 3:9   | "Convertei-vos, ó casa de Israel, diz o Senhor, e não pequeis mais; porque o vosso coração rebelde se desviou."          |
| Ezequiel 23:30 | "Pelo que assim diz o Senhor Deus: Farei com ela conforme a sua prostituição e conforme as abominações que cometeu."     |
| Oseias 4:12    | "Meu povo consulta a um rei, mas não há rei; eu vos digo: Quem é o seu rei, senão Baal?"                                 |
| Jeremias 13:27 | "Por que me repreendeste, ó Senhor, se o teu povo se rebelou contra ti?"                                                 |
| Ezequiel 23:35 | "Portanto, assim diz o Senhor Deus: Também farei vir sobre vós o dia em que sabereis que eu sou o Senhor."               |
| Oseias 4:18    | "Não há quem implore, nem quem dê, nem quem receba; não há entendimento entre eles."                                     |
| Ezequiel 22:9  | "Quando chegar o dia, visitarei com a minha ira, diz o Senhor Deus, e castigarei os ímpios e os que cometem abominação." |
| Ezequiel 23:48 | "Ela sairá e tomará de seus amantes; muitos a amarão, e os seus amantes se multiplicarão."                               |
| Ezequiel 22:11 | "Cometeis abominação na minha casa e profanais o meu santuário; introduzistes os vossos ídolos nele."                    |
| Ezequiel 23:49 | "Na vossa abominação tornastes-vos imundos; e sereis feridos pela espada."                                               |
| Ezequiel 23:21 | "Como, pois, dizeis: Não sou mais lascivo?"                                                                              |
| Ezequiel 24:13 | "Mas visitarei convosco com a minha ira no dia da vossa iniquidade."                                                     |
| Ezequiel 23:27 | "E sabereis que eu sou o Senhor."                                                                                        |
| Oseias 4:10    | "Eles não têm entendimento, porque o pai devorou os seus filhos, e a sua mãe os gerou para a iniquidade."                |
| Ezequiel 23:29 | "E farei com eles conforme a sua perversidade, para que saibais que eu sou o Senhor."                                    |
| Oseias 4:11    | "Por que é a vossa iniquidade? Ou de onde vem a vossa corrupção?"                                                        |

##### Catolicismo

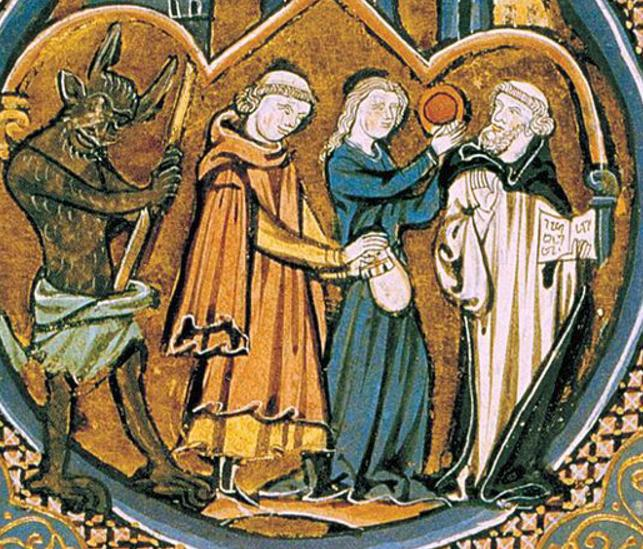
Um demônio saciando sua luxúria em um manuscrito do século XIII

De acordo com a Enciclopédia Católica, o coração de um cristão torna-se luxurioso quando se busca a satisfação venérea fora do matrimônio ou, de qualquer forma, de modo contrário às leis que regem a relação conjugal. O Papa João Paulo II afirmou que a luxúria desvaloriza a atração eterna entre o masculino e o feminino, reduzindo as riquezas pessoais do sexo oposto a um objeto de gratificação sexual.
A luxúria é considerada pelo Catolicismo como um desejo desordenado por prazer sexual, onde o prazer é buscado isoladamente, sem seus propósitos procriativo e unitivo. No Catolicismo, o desejo sexual em si é bom e parte do plano de Deus para a humanidade; porém, quando se separa do amor divino, torna-se desordenado e egocêntrico, configurando-se como luxúria.
Santo Tomás de Aquino diferencia o ato sexual no casamento, considerado meritório por honrar o cônjuge, dos pecados de luxúria, os quais variam em imoralidade conforme a intenção e a ação. Por exemplo, na Summa Theologica II–II, q. 154, a. 12, Aquino afirma:
Respondo que, em todo gênero, o mais grave é a corrupção do princípio sobre o qual os demais se apoiam. Ora, os princípios da razão são as coisas conformes à natureza, pois a razão pressupõe o que está determinado pela natureza, antes de dispor de outras coisas conforme o adequado.
Ele utiliza Santo Agostinho, afirmando que "de todos estes, os pecados da luxúria, o que é contra a natureza é o pior". Santo Tomás esclarece que isso significa que tais pecados são mais graves que os de justiça relacionados ao gênero da luxúria, como estupro ou incesto, conforme expresso em sua "Resposta à Objeção 3: A natureza da espécie está mais intimamente unida a cada indivíduo do que qualquer outro; por isso, os pecados contra a natureza específica são mais graves." Aquino classifica os atos luxuriosos na seguinte ordem:
O mais grave é o pecado de bestialidade, por não se observar o uso adequado da espécie... (Depois) o pecado da sodomia, por não se observar o uso do sexo apropriado... (Depois) o pecado de não se observar a maneira correta de copulação (ou ato antinatural ou masturbação)... (Depois) o incesto, que contraria o respeito natural devido às pessoas a nós relacionadas... E, por fim, ter relações com uma mulher sujeita à autoridade de outrem, no ato da geração, é uma injustiça maior do que apenas sua tutela. Por isso, o adultério é mais grave que a sedução, e ambos são agravados pelo uso da violência.
O termo latino para extravagância (latim: luxuria) foi utilizado por Santo Jerome para traduzir vários pecados bíblicos, incluindo a embriaguez e os excessos sexuais. Gregório Magno classificou luxuria como um dos sete pecados capitais (frequentemente considerado o menos grave dos sete pecados mortais), restringindo seu significado ao desejo desordenado, E foi nesse sentido que a Idade Média compreendeu, em geral, a luxuria.

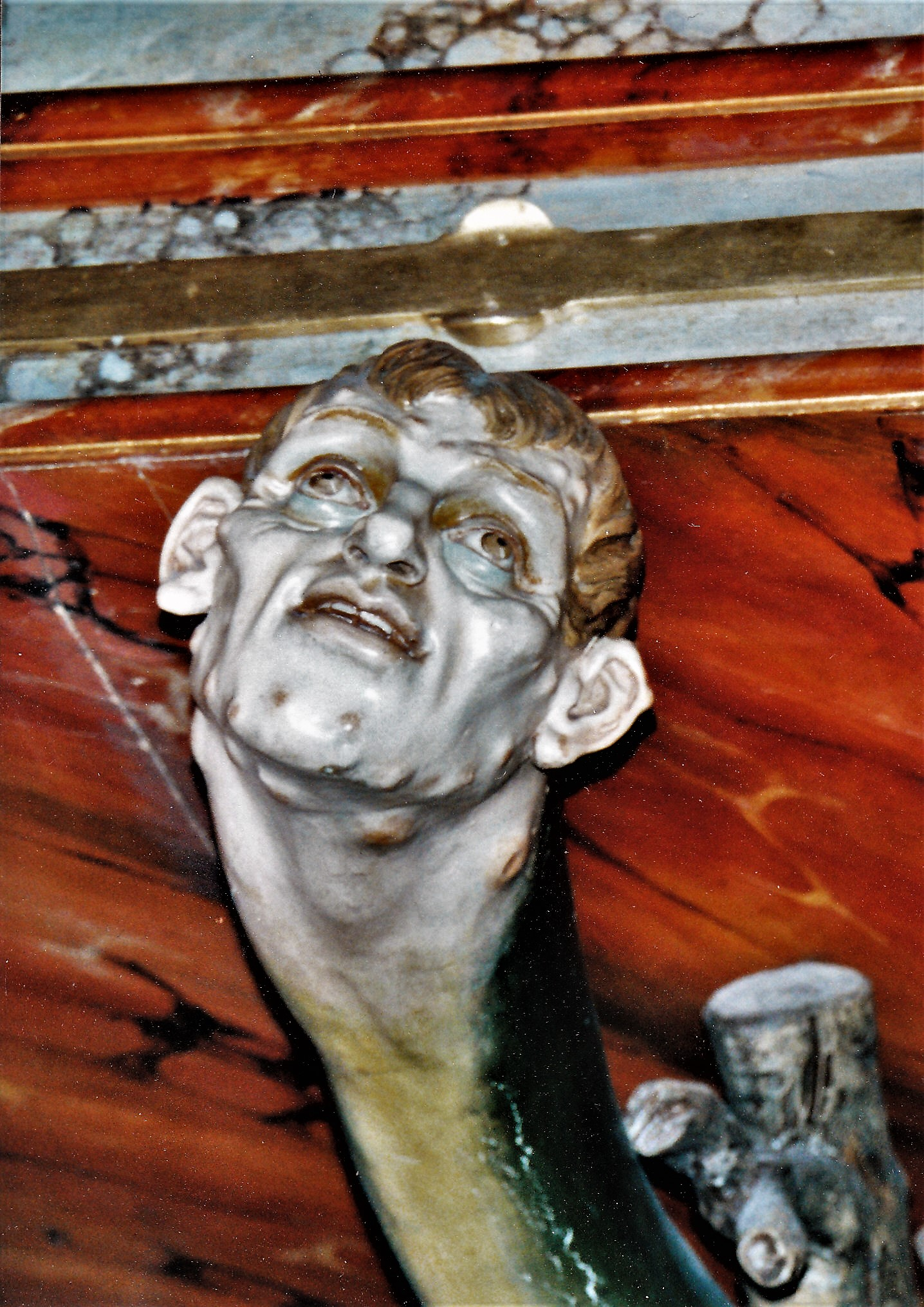
Detalhe de Luxúria na igreja Sankt Bartholomäus (Reichenthal), Púlpito (1894)

##### Protestantismo
O evangélico Melvin Tinker afirma: "O princípio é claro, não é? 'Não cometerás adultério'. Como o fariseu o interpreta pelo mínimo exigido? Ele diz: 'Sexo fora do casamento está ok para nós, porque nenhum de nós está realmente casado. Eu não durmo com a esposa de outro, então não é adultério, ela é minha namorada'. Ou também não é adultério porque 'não tive relações sexuais com aquela mulher', para citar o apelo do Presidente Clinton na saga Monica Lewinski, 'sic'. Assim, ele pode abusar de sua posição como Presidente, envolvendo-se com uma garota quase da mesma idade que sua filha; pode realizar diversos atos sexuais com ela, mas, tecnicamente, sem consumar o ato, pode afirmar: 'não tive relações sexuais com aquela mulher.' Isso é o fariseu falando.
"Mas o método de aplicação máxima diz que o adultério não ocorre apenas quando há relação sexual; ele acontece no coração. Contudo, a má tradução é infeliz neste ponto. Em grego, diz: 'Se alguém olhar para uma mulher com a intenção de luxúria, já cometeu adultério com ela no coração.' Essa distinção é importante e deve ser ressaltada, pois a excitação, o interesse e a atração sexual são essenciais para a continuidade da espécie humana.
Trata-se de olhar com o intuito de experimentar luxúria. O show de strip-tease, o filme ou vídeo sujo, a pornografia na internet.
Veja, é a intenção de olhar para provocar essa excitação que Jesus tem em vista."

#### Islã
No Islã, a luxúria é considerada um dos estados primitivos do eu, denominada nafs. Na psicologia sufista, segundo Robert Frager, o nafs é um aspecto da psique que inicia como nosso pior adversário, mas pode se tornar uma ferramenta inestimável.
No Alcorão há uma passagem em que Zuleikha admite ter tentado seduzir o profeta José (em árabe: Yousuf), ao que o profeta respondeu: "Não afirmo, contudo, que minha alma fosse inocente – certamente a alma do homem [nafs] incita ao mal – salvo na medida em que meu Senhor teve misericórdia; de fato, meu Senhor é Todo-perdoado, Todo-compassivo." (Alcorão 12:53). Al-Ghazali, em sua obra principal Ihya' Ulum al-Din, afirmou que o nafs nesta passagem é o estado mais baixo da alma, chamado nafs al-ammara (alma má); os demais estados são nafs al-mulhama (alma questionadora), nafs al-lawwama (alma autocrítica) e nafs al-mutmainna (alma contente).
Os muçulmanos são incentivados a superar seus instintos primitivos, sendo os olhares lascivos intencionais proibidos. Pensamentos lascivos são considerados desaconselhados, pois representam o primeiro passo para o adultério, estupro e outros comportamentos antissociais. O profeta islâmico Muhammad também enfatizou a importância do "segundo olhar", já que, embora o primeiro possa ser acidental ou meramente observador, o segundo pode abrir a porta para pensamentos luxuriosos.

### Religiões indianas

#### Hinduísmo
No Bhagavad Gita, Krishna, um Avatar de Vishnu, declarou no capítulo 16, versículo 21, que a luxúria é um dos portões para o Naraka ou inferno.
Arjuna disse: Ó descendente dos Vrsni, por que motivo és impelido a atos pecaminosos, mesmo que involuntariamente, como se forçado? Então Krishna disse: É somente a luxúria, Arjuna, que nasce do contato com o modo material da paixão e, posteriormente, se transforma em ira, sendo o inimigo pecaminoso devorador deste mundo. Assim como o fogo é encoberto pela fumaça, como um espelho é encoberto pela poeira, ou como o embrião é envolto no útero, o ente vivo é igualmente encoberto por diferentes graus dessa luxúria. Dessa forma, a pura consciência do ser sábio é obscurecida por seu inimigo eterno na forma de luxúria, que jamais se satisfaz e que queima como fogo. Os sentidos, a mente e a inteligência são os assentos dessa luxúria. Por meio deles, a luxúria encobre o verdadeiro conhecimento do ser e o confunde. Portanto, ó Arjuna, melhor dos Bharatas, logo no início reprime esse grande símbolo do pecado – (luxúria) regulando os sentidos, e elimina esse destruidor do conhecimento e da autorrealização. Os sentidos ativos são superiores à matéria inerte; a mente é superior aos sentidos; a inteligência é ainda superior à mente; e a alma é superior à inteligência. Assim, sabendo que se é transcendental aos sentidos materiais, à mente e à inteligência, ó Arjuna, de braços poderosos, deve-se estabilizar a mente por meio de uma inteligência espiritual deliberada e, com força espiritual, conquistar esse inimigo insaciável chamado luxúria. (Bhagavad-Gita, 3.36–43)
Neste manuscrito antigo, a ideia por trás da palavra "luxúria" é melhor compreendida como a força psicológica denominada "desejo".

#### Budismo
A luxúria ocupa posição crítica nos fundamentos filosóficos da realidade budista. Ela é mencionada na segunda das Quatro Nobres Verdades, que são:
1. O sofrimento (dukkha) é inerente a toda a vida.
2. O sofrimento é causado pelo desejo.
3. Há um caminho natural para eliminar todo sofrimento.
4. O fim do desejo elimina todo sofrimento.

A luxúria é o apego, a identificação e o desejo apaixonado por certas coisas existentes, relacionadas com os form, sensação, percepção, mentalidade e consciência que essas combinações produzem em nós. Assim, ela é a causa última da imperfeição geral e a causa raiz imediata de determinado sofrimento.
O desejo intenso por nada ou pela liberdade da luxúria é um equívoco comum. Por exemplo, a busca precipitada pela luxúria (ou por outro "pecado mortal") para satisfazer um desejo de morte é seguida por reencarnação com um karma autorrealizável, resultando em uma interminável roda da vida, até que se descubra e pratique o modo correto de viver e a visão de mundo adequada. Contemplar um nó infinito coloca, simbolicamente, quem possui a visão correta na posição de quem atinge a liberdade da luxúria.
Existem, na existência, quatro tipos de fatores que geram apego: rituais, visões de mundo, prazeres e o eu. A maneira de eliminar a luxúria é conhecer seus efeitos não intencionais e buscar a retidão em termos de visão de mundo, intenção, fala, comportamento, meio de subsistência, esforço, atenção plena e concentração, onde antes residia a luxúria.

#### Siquismo
No Siquismo, a luxúria é considerada um dos cinco pecados cardeais ou propensões pecaminosas, os outros sendo a ira, o ego, a ganância e o apego. A expressão incontrolável da luxúria sexual, como no estupro ou na vício sexual, é considerada um mal.

### Espiritualidade indiana

#### Brahma Kumaris
De acordo com os Brahma Kumaris, organização espiritual baseada na filosofia cármica do hinduísmo, a luxúria sexual é o maior inimigo de toda a humanidade.
Por esse motivo, os seguidores evitam consumir cebola, alho, ovos ou alimentos não vegetarianos, pois o "enxofre" neles pode estimular a luxúria sexual no corpo, que de outra forma permaneceria em celibato.
O ato físico do sexo é considerado "impuro", levando a uma maior consciência do corpo e a outros males. Essa impureza "envenena" o corpo e conduz a vários tipos de "doenças".
Os Brahma Kumaris ensinam que a sexualidade é como perambular por um esgoto escuro. Os alunos da Universidade Espiritual devem conquistar a luxúria, para evitar o pecado e aproximar-se de Deus.
Eles descrevem as diferenças entre luxúria e amor da seguinte forma:
Na luxúria há dependência do objeto dos sentidos e, consequentemente, subordinação espiritual da alma a ele, mas o amor coloca a alma em relação direta e coordenada com a realidade que está por trás da forma. Portanto, a luxúria é experimentada como algo pesado e o amor, como algo leve. Na luxúria há uma limitação da vida e, no amor, uma expansão do ser... Se amas o mundo inteiro, vives, de modo vicário, no mundo inteiro, mas na luxúria há um esvaziamento da vida e uma sensação geral de dependência desesperada em relação a uma forma considerada como outra. Assim, na luxúria acentua-se a separação e o sofrimento, enquanto no amor prevalece a sensação de unidade e alegria...

#### Paganismo
O exemplo mais famoso de um movimento religioso disseminado que praticava a lascívia como ritual foi o Bacanal dos Romanos Antigos Bacantes. Contudo, essa atividade foi logo proibida pelo Senado Romano em 186 a.C. através do decreto Senatus consultum de Bacchanalibus. A prática da prostituição sagrada, entretanto, continuou a ser realizada frequentemente pelos dionisíacos.

### Deuses da luxúria
| Afrodite    | Mitologia grega            | Deusa do amor, da luxúria, da beleza e da reprodução. |
| Anúquis     | Mitologia egípcia          | Deusa do rio Nilo, também deusa da luxúria. |
| Dioniso     | Mitologia grega            | Deus do vinho, inspirador da loucura ritual e do êxtase. |
| Eros        | Mitologia grega            | Deus primordial responsável pela atração sexual, pelo amor e pelo coito, também reverenciado como deus de fertilidade. |
| Freia       | Mitologia nórdica          | Deusa do amor, da beleza e da fertilidade. As pessoas a invocavam para obter felicidade no amor, auxiliar na hora do parto e para ter boas estações do ano. |
| Huitaca     | Mitologia muísca           | Deusa de origem lunar, que se opunha aos ensinamentos de Bochica e por causa de sua beleza, pregava a desobediência, a embriaguez e os prazeres carnais. |
| Kāmadeva    | Hindu                      | Deus do amor. Seu nome kāma significa ‘desejo sexual’ (segundo alguns monges hindus: ‘luxúria’, mais pejorativo) e deva: ‘deus’. O célebre livro Kama Sutra (‘aforismos de Kāma’ ou ‘elevado amor’) de Vātsyāyana está inspirado neste deus hindu.                    |
| Lilith      | Folclore judeu             | Figura lendária do , de origem mesopotâmica. A considera a primeira esposa de Adão, anterior a Eva. Deixou o Jardim do Edén por sua própria iniciativa e se instalou próximo ao Mar Vermelho, juntando-se lá com Asmodeus, o que seria seu amante, e outros demônios. |
| Pan         | Mitologia grega            | Semi-deus dos pastores e rebanhos na Deus da fertilidade e da sexualidade masculina desenfreada. |
| Tlazoltéotl | Mitologia asteca           | Deusa da terra, do sexo e da imoralidade. |
| Vênus       | Mitologia romana           | Deusa relacionada ao amor, à beleza e à fertilidade. |
| Kokopelli   | Mitologia nativa americana | Deus da fertilidade. |

## Na cultura

### Prostitutas medievais
As prostitutas medievais viviam em distritos de "luz vermelha" oficialmente sancionados. No livro Common Women, de Ruth Mazo Karras, discute-se o significado da prostituição e como se acreditava que o uso adequado de prostitutas por homens solteiros ajudava a conter a luxúria masculina. Pensava-se que a prostituição exercia um efeito benéfico ao reduzir a frustração sexual na comunidade. Inquisidores acusaram os Waldenses de crer que satisfazer a luxúria era melhor do que ser assediado pela tentação carnal.

## Na arte

### Literatura
Desde Ovídio até as obras dos poetas malditos, personagens sempre se depararam com cenas de lascívia, e, desde tempos remotos, a luxúria tem sido um motivo comum na literatura mundial. Muitos escritores, como Georges Bataille, Casanova e Prosper Mérimée, escreveram obras ambientadas em bordéis e outros locais impróprios.
Baudelaire, autor de Les fleurs du mal, certa vez comentou, a respeito do artista, que:
| “ | Quanto mais um homem cultiva as artes, menos lascivo ele se torna... Apenas o bruto é bom para a acasalamento, e a cópula é o lirismo das massas. Copular é entrar em outro — e o artista jamais emerge de si mesmo. | ” |

A obra mais notável a tratar do pecado da luxúria (e também dos outros pecados capitais) é a Divina Comedia de Dante. O critério de Dante para a luxúria foi o "amor excessivo pelos outros", pois um amor exagerado pelo homem tornaria o amor a Deus secundário. No primeiro cântico da Divina Comédia — o Inferno — os luxuriosos são punidos por serem continuamente arrastados por um redemoinho, simbolizando suas paixões incontroláveis. Os condenados por luxúria, como os famosos amantes Paolo e Francesca, recebem no Inferno exatamente o que mais desejavam em vida, para descobrir que suas paixões não lhes concederão descanso por toda a eternidade. Em Purgatório, os penitentes optam por caminhar por entre chamas para se purificarem de suas inclinações luxuriosas.

## Na filosofia

### Schopenhauer
Schopenhauer observa a miséria decorrente das relações sexuais. Segundo ele, isso explica os sentimentos de vergonha e tristeza que se seguem ao ato sexual, pois o único poder que prevalece é o desejo inesgotável de enfrentar, a qualquer custo, o amor cego presente na existência humana, sem considerar suas consequências. Ele estima que um gênio de sua espécie é um ser que deseja apenas produzir e pensar. Para Schopenhauer, o tema da luxúria é os horrores que quase certamente se seguirão à sua culminação.

### Santo Tomás de Aquino
Santo Tomás de Aquino define o pecado da luxúria nas questões 153 e 154 de sua Summa Theologica. Aquino afirma que o pecado da luxúria pertence às "emoções voluptuosas" e destaca que os prazeres sexuais "desatam o espírito humano", deixando de lado a razão adequada (p. 191). Ele restringe o objeto da luxúria aos desejos físicos decorrentes especificamente de atos sexuais, sem considerar que todo ato sexual seja pecaminoso. O sexo no casamento não é pecado, pois é o único meio para a reprodução humana. Se o sexo é praticado naturalmente e com o propósito de gerar filhos, não há pecado. Aquino afirma: "se o fim for bom e o que é feito estiver bem adaptado a ele, então nenhum pecado se comete" (p. 193). Contudo, o sexo praticado apenas pelo prazer é considerado luxurioso e, portanto, um pecado. Um homem que utiliza seu corpo para a lascívia ofende o Senhor.
O sexo pode, em certos contextos, ser isento de pecado; entretanto, quando alguém busca o sexo somente pelo prazer, peca por luxúria. Esta é melhor definida por seu caráter específico – envolvendo estupro, adultério, sonhos molhados, sedução, vício antinatural e simples fornação.
Sonhos molhados: Santo Tomás de Aquino definiu e discutiu a emissão noturna, que ocorre quando alguém sonha com prazer físico. Aquino argumenta que aqueles que afirmam que sonhos molhados são pecaminosos e comparáveis à experiência sexual real estão equivocados, pois o sonho não está sob o controle ou julgamento consciente da pessoa. Um "orgasmo noturno" não é pecado, embora possa levar a outros pecados (p. 227). Segundo Aquino, os sonhos molhados têm causas físicas (imagens inapropriadas na imaginação), psicológicas (pensar em sexo ao adormecer) e demoníacas (demônios que agitariam a imaginação para provocar um orgasmo) (p. 225). No final, sonhar com atos luxuriosos não é pecaminoso, pois a "consciência da mente está menos impedida", e o adormecido não dispõe da razão adequada; por isso, não se pode responsabilizá-lo pelo que sonha (p. 227).
Adultério: Uma das principais formas de luxúria na Idade Média foi o adultério, que ocorre quando uma pessoa é infiel ao cônjuge, "invadindo uma cama que não é a sua" (p. 235). O adultério gera complicações, pois, ao se deitar com uma mulher casada, não só se peca, como também se "ofende a descendência", questionando a legitimidade dos filhos (p. 235). Se uma esposa já cometeu adultério, o marido pode duvidar da paternidade de seus filhos.
Fornicação simples: Fornação simples é ter relações sexuais com o próprio cônjuge pelo prazer, e não para procriação. Também se designa por fornação o sexo entre pessoas não casadas, considerado pecado mortal. Aquino afirma que "a fornação é um crime mortal" (p. 213) e observa que "Papa Gregório tratava os pecados da carne como menos graves que os do espírito" (p. 217). Embora a fornação seja um pecado grave – comparável a ofensa contra a propriedade (no sentido de que uma filha é considerada propriedade do pai) –, não é tão grave quanto um pecado contra Deus e a vida humana; por isso, o assassinato é considerado muito pior.
Sedução: A sedução é um tipo de luxúria, pois consiste em um ato sexual que corrompe uma virgem. É um pecado sexual que "apresenta uma qualidade especial de mal quando uma moça ainda sob os cuidados do pai é depravada" (p. 229). A sedução envolve a questão da propriedade, já que uma menina não casada é considerada propriedade do pai. Mesmo que uma virgem esteja livre do matrimônio, ela permanece sob o vínculo familiar. Quando uma virgem é violada sem promessa de noivado, é impedida de se casar dignamente, o que traz vergonha a ela e à sua família. Um homem que pratica atos sexuais com uma virgem deve "prover o dote e tê-la como esposa"; se o pai, responsável por ela, recusar, o homem deve pagar um dote para compensar a perda da virgindade e a chance futura de casamento (p. 229).
Vício antinatural: O vício antinatural é o pior tipo de luxúria, pois é antinatural tanto no ato quanto em seu propósito. Diversas modalidades existem; Aquino exemplifica com bestialidade (ou relações com algo de outra espécie, como um animal), incesto, sodomia e a não observância da maneira correta de copulação.

## Na psicanálise e na psicologia
Na psicanálise e na psicologia, a luxúria é frequentemente tratada como um caso de "libido aumentada".